# Kisasszonyfa
Kisasszonyfa is een plaats (község) en gemeente in het Hongaarse comitaat Baranya. Kisasszonyfa telt 228 inwoners (2001).